# 唐創時
唐創時（英語：Tong Chong-sze），前香港公開大學副校長（行政及發展）。在轉職公開大學副校長前，唐教授曾出任香港考試及評核局出任秘書長（2011年4月1日﹣2017年8月31日），在學術及行政方面擁有豐富經驗。

## 簡歷
唐創時小學時由香港移民英國，並於英國升學。他曾於在劍橋大學取得文學士、文學碩士及哲學博士學位。1991年，唐創時返港，並於1992年加入香港浸會大學，成為數學系的講師。他先後出任不同學術崗位，在擔任教務長前曾任理學院副院長。在浸會大學校內，唐創時曾於2001年及2006年，兩度獲得教學人員傑出表現獎。
唐教授是英國特許科學家、英國特許數學家、英國數學與數學應用學院院士，並為香港學者協會前理事會成員。他的研究範疇是影像和信號處理。
唐創時教授在2011年加入香港考試及評核局，出任秘書長一職，並推展了第一屆的香港中學文憑考試。他在任內繼續處理文憑試的事宜。唐創時於2017年9月離任考評局，於9月18日加入公開大學，擔任副校長（行政及發展）一職。